# Sint-Martinuskerk (Borschemich)
De Sint-Martinuskerk (Duits: Kirche St. Martinus) is een kerkgebouw in het dorp Borschemich, een Ortsteil van Erkelenz, Noordrijn-Westfalen.
Het kerkgebouw werd op 23 november 2014 na een laatste eredienst gesloten en aan de eredienst onttrokken.
Borschemich ligt in het mijngebied van de bruinkoolwinning van Garzweiler en zal in de komende jaren verdwijnen.

## Geschiedenis
De katholieke kerk werd in de jaren 1906-1907 als een eenschepige baksteenkerk naar het ontwerp van de Keulse bisdomarchitect Heinrich Renard onder leiding van de aannemer Max Sauer uit Keulen gebouwd. De plechtige inzegening vond op 27 oktober 1907 plaats. Op 9 oktober 1915 vond de wijding van de kerk plaats door hulpbisschop Peter Josef Lausberg.
De nieuwe kerk verving een oude kerk uit de 12e eeuw, die in 1451 werd vernieuwd en in 1784 na een verbouwing en vergroting opnieuw werd ingezegend. In de 19e eeuw werd de kerk echter te klein en na de voltooiing van de huidige kerk op een andere plaats in het begin van de jaren 1920 gesloopt.
De Martinuskerk leed schade in het oorlogsjaar 1945. Het herstel vond plaats in 1950 en in 1982 volgde nog een grondige buiten- en binnenrenovatie.

## Kerksluiting
De kerksluiting vond plaats op 23 november 2014. Na het voorlezen van een ontwijdingsdocument van de bisschop van Aken door de pastoor Rolf Peter Cremer werd na de laatste eucharistieviering het eeuwige licht gedoofd. In een plechtige processie werd het Allerheiligste uit de kerk gehaald en naar de kerk van Keyenberg geleid.
Later zal de afbraak van het voormalige kerkgebouw plaatsvinden.
Op de plaats waar het nieuwe dorp Borschemich verrijst wordt ter vervanging van het oude kerkgebouw een nieuwe Martinuskapel gebouwd. Op 10 december werden de klokken, de uurwerken en het torenkruis uitgebouwd om ze in en aan de kapel van het nieuwe Borschemich weer een plaats te geven.

## Klokken
De klokken van de kerk stamden deels nog uit de oude kerk. De oude klokken ontsnapten dankzij de historische waarde in de wereldoorlogen aan de gang naar het klokkenkerkhof om te worden omgesmolten ten behoeve van de wapenindustrie.
| Nr. | Naam     | Doorsnee (mm) | Gewicht (kg, ca.) | Slagtoon Halve toon-1/16 | Gieter                                                 | Gietjaar |
| 1   | Johannes | 1.106         | 800               | f' -1                    | Rudolf Edelbrock, Fa. Petit & Gebr. Edelbrock, Gescher | 1880     |
| 2   | Martinus | 953           | 550               | as' -5                   | Jacob van Venray                                       | 1464     |
| 3   | Pius X   | 852           | 380               | b' -2                    | Hans Hüesker, Fa. Petit & Gebr. Edelbrock, Gescher     | 1958     |
| 4   | Rouwklok | 492           | 75                | c" -11                   | Johann von Coellen?                                    | 1583     |

## Orgel
Het door Johannes Klais uit Bonn in 1911 gebouwde orgel bezit 16 registers verdeeld over twee manualen en een pedaal. In 2013 werd het orgel ontmanteld. Na een restauratie kreeg het orgel een plaats in de Lambertuskerk van Erkelenz. Op 29 september werd het na een plechtige wijding daar als koororgel in gebruik genomen.

## Inrichting
- Hoogaltaar van houtsnijwerk.
- Een in kunsthistorisch opzicht waardevolle communiebank uit de oude parochiekerk.
- Een levensgroot beeld van de kerkpatroon Sint-Matinus uit de oude parochiekerk. De sokke is van de balustrade van de vroegere kansel.
- Een schilderij van Sint-Martinus, eveneens uit de oude kerk afkomstig.
- Een kerststal met houtgesneden beelden uit 1962.